# Jarosław Stanisławski
Jarosław Stanisławski (ur. 8 lutego 1931, zm. 25 grudnia 2015 w Poznaniu) – polski artysta fotograf, uhonorowany tytułem Artiste FIAP (AFIAP). Członek rzeczywisty i członek honorowy Związku Polskich Artystów Fotografików. Prezes Zarządu Okręgu Wielkopolskiego ZPAF.

## Życiorys
Jarosław Stanisławski związany z poznańskim środowiskiem fotograficznym – mieszkał i pracował w Poznaniu. Debiut artystyczny Jarosława Stanisławskiego przypadł na rok 1949, kiedy to po raz pierwszy nagrodzono jego fotografię (III nagroda za pracę Zlodowaciały brzeg), zaprezentowaną na Ogólnopolskiej Wystawie Fotografiki w Poznaniu, zorganizowanej przez Polskie Towarzystwo Fotograficzne. W tym samym czasie zakwalifikowano jego prace do ogólnopolskiej wystawy Pokój zwycięża, prezentowanej w Muzeum Narodowym w Warszawie. W 1951 roku został członkiem rzeczywistym Okręgu Wielkopolskiego Związku Polskich Artystów Fotografików (legitymacja nr 126), gdzie od 1968 roku, przez kilka kadencji pełnił funkcję prezesa Zarządu Okręgu Wielkopolskiego ZPAF. W 1988 roku został członkiem honorowym ZPAF. Jako członek ZPAF uczestniczył w pracach jury w wielu konkursach fotograficznych. Szczególne miejsce w jego twórczości zajmowała fotografia architektury oraz fotografia krajobrazowa – często nawiązująca do estetyki piktorialnej. 
Jarosław Stanisławski jest autorem i współautorem wielu wystaw fotograficznych; indywidualnych, zbiorowych, poplenerowych, pokonkursowych. Brał aktywny udział w Międzynarodowych Salonach Fotograficznych, organizowanych m.in. pod patronatem FIAP, zdobywając wiele akceptacji, medali, nagród, wyróżnień, dyplomów, listów gratulacyjnych. Pokłosiem udziału w Międzynarodowych Salonach Fotograficznych (pod patronatem FIAP) było przyznanie Jarosławowi Stanisławskiemu (w 1955 roku) tytułu honorowego Artiste FIAP (AFIAP), nadanego przez Międzynarodową Federację Sztuki Fotograficznej FIAP, obecnie z siedzibą w Luksemburgu. 
Jarosław Stanisławski zmarł 26 grudnia 2015 roku w Poznaniu, pochowany 30 grudnia na cmentarzu Górczyńskim przy ul. Ściegiennego 35 w Poznaniu (kwatera IVP-17-15).

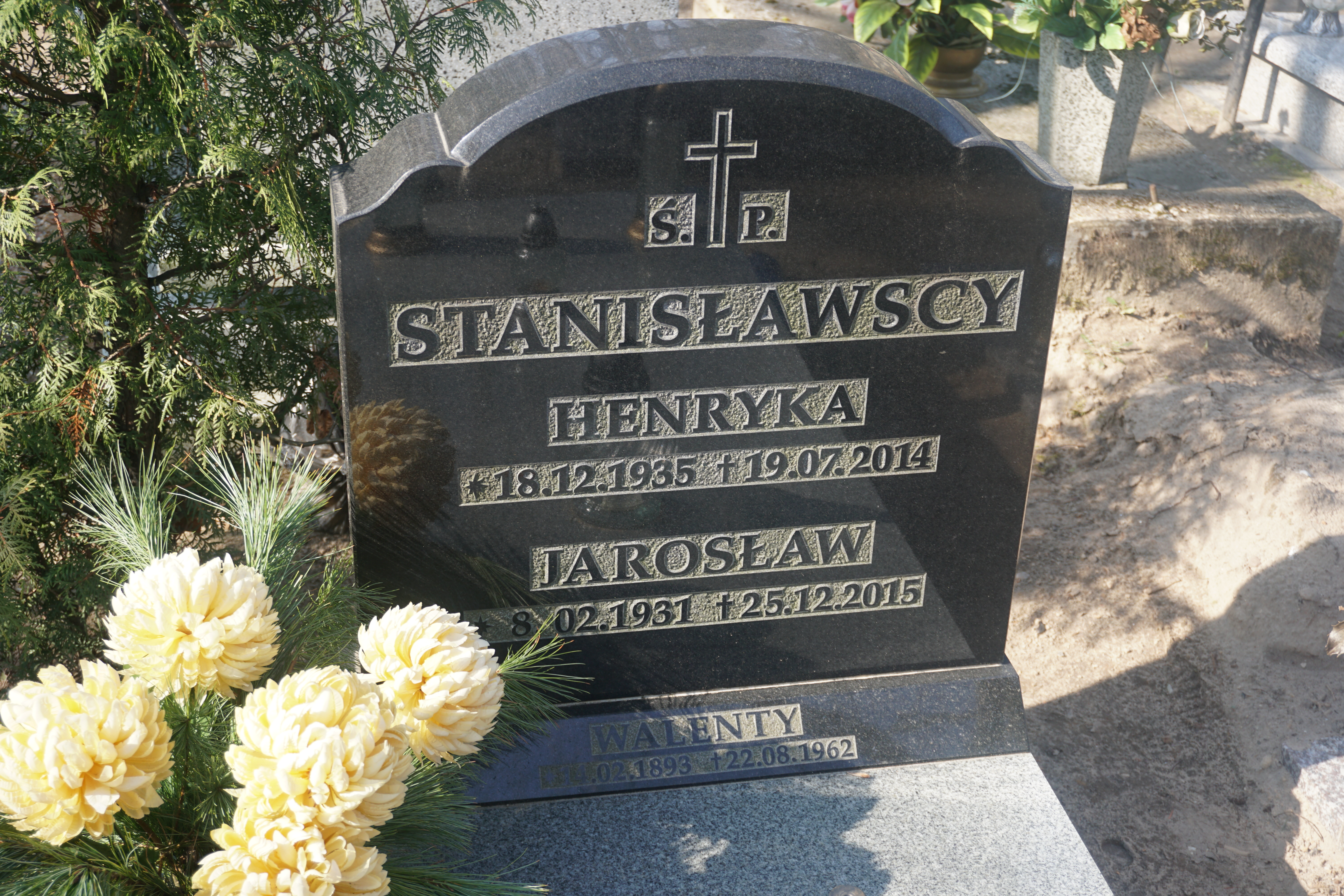
Grób Jarosława Stanisławskiego na cmentarzu Górczyńskim